# Arubolana imula
Arubolana imula é uma espécie de crustáceo da família Cirolanidae.
É endémica de Aruba.